# Muhyi-i Gülşeni
Muhyi-i Gülşeni (1528 ou 1529 – 1606 ou 1608) est un derviche ottoman et inventeur de la langue construite Bâleybelen.
Il est né à Edirne. Il devint poète et participa à la confrérie des Gülşeni. Il rédigea plus de 200 œuvres et inventa l'une des plus anciennes langues construites au monde. Il est mort au Caire.